# دانييل ماكإفور
دانييل ماكإفور هو كاتب سيناريو ومخرج وممثل كندي، ولد في 23 يوليو 1962 في كندا. من الجوائز التي نالها جائزة دورا مافور مور ‏.

## جوائز
- جائزة دورا مافور مور [الإنجليزية]‏

## وصلات خارجية
- دانييل ماكإفور على موقع IMDb (الإنجليزية)
- دانييل ماكإفور على موقع ألو سيني (الفرنسية)
- دانييل ماكإفور على موقع أول موفي (الإنجليزية)
- دانييل ماكإفور على موقع قاعدة بيانات الأفلام السويدية (السويدية)
- دانييل ماكإفور على موقع قاعدة بيانات الفيلم (الإنجليزية)
- دانييل ماكإفور على موقع كينوبويسك (الروسية)